# ADN-Gebäude
L'ADN-Gebäude (en français bâtiment ADN) est situé à l'angle Mollstraße / Karl-Liebknecht-Straße dans le quartier de Mitte au nord d'Alexanderplatz, à Berlin en Allemagne.

## Histoire
Il date de l'époque de la RDA et a été jusqu'en 1992 le siège de l'Allgemeiner Deutscher Nachrichtendienst, une agence de presse de la République démocratique allemande. Le bâtiment a été conçu par un collectif d'architectes dirigé par E. Wallis et P. Brandt, et construit en 1969-1970 par VE BMK Ingenieurhochbau Berlin. Le bâtiment est inauguré le 11 juin 1971.
L'ensemble se compose d'un gratte-ciel de dix étages et d'un immeuble de faible hauteur dans lequel était conservées les archives. Sa façade gaufrée est une caractéristique du bâtiment. En 2013, l'ensemble est entièrement rénové et reconstruit.

## 1989
La célèbre manifestation d'Alexanderplatz le 4 novembre 1989 a commencé au bâtiment ADN et s'est ensuite poursuivie jusqu'à l'Alexanderplatz.

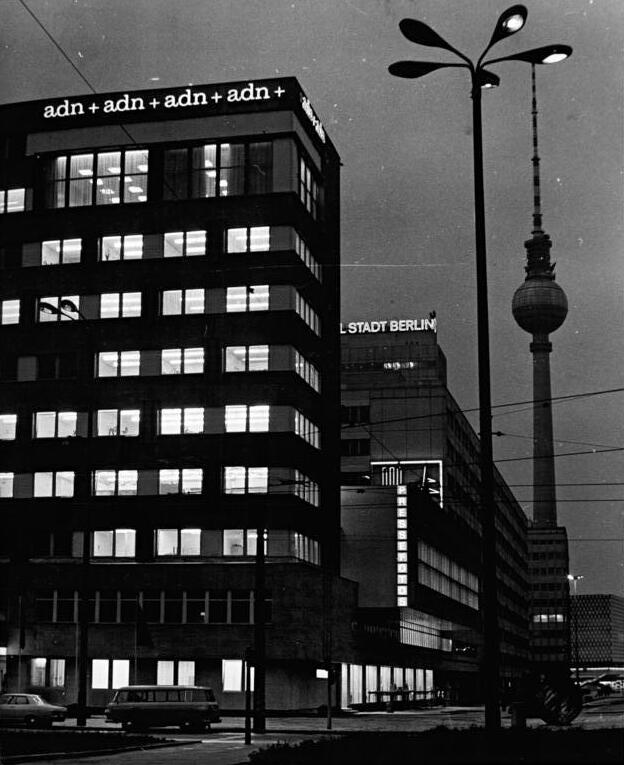
Juin 1971.
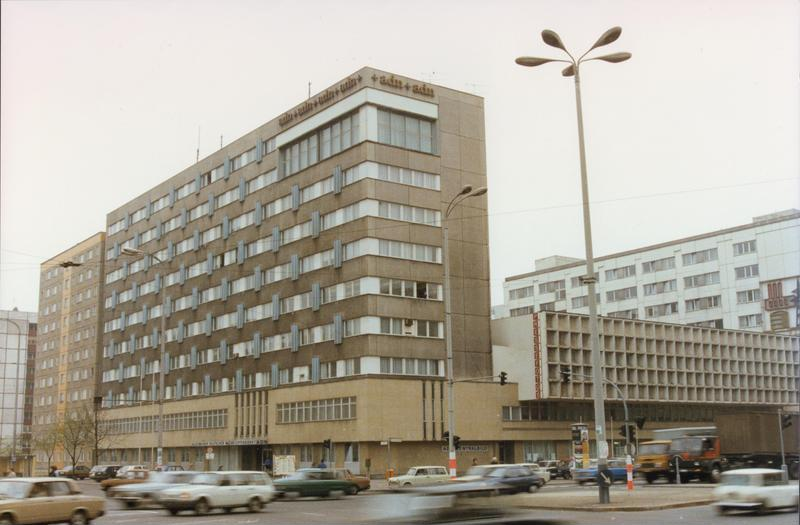
Août 1990.